# Gran Premio motociclistico di Finlandia 1972
Il Gran Premio motociclistico di Finlandia fu il dodicesimo appuntamento del motomondiale 1972.
Si svolse il 30 luglio 1972 a Imatra, e corsero tutte le classi meno la 50.
Doppietta per Giacomo Agostini in 350 e 500: in 350 ottenne la sua centesima vittoria in GP e il suo dodicesimo titolo iridato.
Anche la gara della 250 assegnò il titolo: Jarno Saarinen approfittò del ritiro di Renzo Pasolini (per noie meccaniche) per vincere la gara e il Mondiale.
In 125 la lotta per la vittoria fu appannaggio di Kent Andersson.
Nei sidecar, all'ultima gara stagionale, Chris Vincent portò alla vittoria per l'ultima volta l'URS 4 cilindri, lasciandosi dietro il campione del mondo della categoria Klaus Enders.

## Classe 500
30 piloti alla partenza, 12 al traguardo.

### Arrivati al traguardo
| Pos. | Pilota           | Moto      | Tempo     | Punti |
| ---- | ---------------- | --------- | --------- | ----- |
| 1    | Giacomo Agostini | MV Agusta | 56' 24" 2 | 15    |
| 2    | Alberto Pagani   | MV Agusta | +1' 39" 9 | 12    |
| 3    | Rodney Gould     | Yamaha    | +2' 36" 4 | 10    |
| 4    | Billie Nelson    | Yamaha    | +1 giro   | 8     |
| 5    | Dave Simmonds    | Kawasaki  | +1 giro   | 6     |
| 6    | Pentti Korhonen  | Yamaha    | +1 giro   | 5     |
| 7    | Jerry Lancaster  | Yamaha    | +1 giro   | 4     |
| 8    | Derek Lee        | Suzuki    | +1 giro   | 3     |
| 9    | Johnny Bengtsson | Husqvarna | +3 giri   | 2     |
| 10   | Lothar John      | Yamaha    | +4 giri   | 1     |
| 11   | Kai Kuparinen    | Suzuki    |           |       |
| 12   | Bosse Granath    | Husqvarna |           |       |

## Classe 350

### Arrivati al traguardo
| Pos. | Pilota               | Moto      | Tempo     | Punti |
| ---- | -------------------- | --------- | --------- | ----- |
| 1    | Giacomo Agostini     | MV Agusta | 55' 59" 7 | 15    |
| 2    | Jarno Saarinen       | Yamaha    | +26" 5    | 12    |
| 3    | Renzo Pasolini       | Aermacchi | +35" 1    | 10    |
| 4    | Bruno Kneubühler     | Yamaha    | +2' 16" 3 | 8     |
| 5    | Teuvo Länsivuori     | Yamaha    | +2' 26" 9 | 6     |
| 6    | John Dodds           | Yamaha    | +1 giro   | 5     |
| 7    | Matti Salonen        | Yamaha    | +1 giro   | 4     |
| 8    | Sven-Olof Gunnarsson | Yamaha    | +1 giro   | 3     |
| 9    | Bosse Granath        | Yamaha    |           | 2     |
| 10   | Marcel Ankoné        | Yamsel    |           | 1     |
| 11   | Silvio Grassetti     | MZ        |           |       |
| 12   | Nico van der Zanden  | Yamaha    |           |       |

## Classe 250

### Arrivati al traguardo
| Pos | Pilota            | Moto   | Tempo     | Punti |
| --- | ----------------- | ------ | --------- | ----- |
| 1   | Jarno Saarinen    | Yamaha | 53' 36" 4 | 15    |
| 2   | Silvio Grassetti  | MZ     | +41" 3    | 12    |
| 3   | Kent Andersson    | Yamaha | +49" 4    | 10    |
| 4   | Teuvo Länsivuori  | Yamaha | +57" 7    | 8     |
| 5   | Börje Jansson     | Yamaha | +1' 09" 9 | 6     |
| 6   | Tapio Virtanen    | Yamaha | +2' 25" 5 | 5     |
| 7   | Roland Olsson     | Yamaha |           | 4     |
| 8   | Seppo Kangasniemi | Yamaha | +1 giro   | 3     |
| 9   | Gert Bender       | Maico  |           | 2     |
| 10  | Günter Fischer    | Yamaha |           | 1     |

## Classe 125

### Arrivati al traguardo
| Pos | Pilota         | Moto     | Tempo     | Punti |
| --- | -------------- | -------- | --------- | ----- |
| 1   | Kent Andersson | Yamaha   | 46' 07" 8 | 15    |
| 2   | Ángel Nieto    | Derbi    | +9" 4     | 12    |
| 3   | Dieter Braun   | Maico    | +1' 02" 1 | 10    |
| 4   | Harald Bartol  | Suzuki   | +1' 38"   | 8     |
| 5   | Dave Simmonds  | Kawasaki | +2' 05" 1 | 6     |
| 6   | Benjamín Grau  | Derbi    | +2' 55"   | 5     |
| 7   | Matti Salonen  | Yamaha   | +1 giro   | 4     |
| 8   | Bernd Köhler   | MZ       | +1 giro   | 3     |
| 9   | Pentti Salonen | Yamaha   |           | 2     |
| 10  | Roland Olsson  | Yamaha   |           | 1     |

## Classe sidecar

### Arrivati al traguardo
| Pos | Pilota            | Passeggero       | Moto         | Tempo Distacco | Punti |
| --- | ----------------- | ---------------- | ------------ | -------------- | ----- |
| 1   | Chris Vincent     | Michael Casey    | Münch-URS    | 46' 53" 4      | 15    |
| 2   | Klaus Enders      | Ralf Engelhardt  | Busch-BMW    | +54" 8         | 12    |
| 3   | Siegfried Schauzu | Wolfgang Kalauch | BMW          | +1' 08" 9      | 10    |
| 4   | Richard Wegener   | Adi Heinrichs    | BMW          | +2' 03" 5      | 8     |
| 5   | Wolfgang Klenk    | Norman Scherer   | BMW          | +1 giro        | 6     |
| 6   | Gustav Pape       | Franz Kallenberg | BMW          |                | 5     |
| 7   | Hermann Binding   | Helmut Fleck     | BMW          |                | 4     |
| 8   | Egon Schons       | Karl Lauterbach  | BMW          |                | 3     |
| 9   | Rudi Kurth        | Dane Rowe        | CAT-Crescent |                | 2     |
| 10  | Pentti Moskari    | Olaf Sten        | BMW          |                | 1     |